# Зимовий чемпіонат СРСР зі спортивної ходьби 1983

## Медалісти

### Чоловіки
| Дисципліна                              | Золото                        | Золото  | Срібло | Срібло | Бронза | Бронза |
| --------------------------------------- | ----------------------------- | ------- | ------ | ------ | ------ | ------ |
| Спортивна ходьба 10000 метрів (стадіон) | Микола Матвеєв Білоруська РСР | 39.39,8 |        |        |        |        |

### Жінки
| Дисципліна                             | Золото                 | Золото  | Срібло | Срібло | Бронза | Бронза |
| -------------------------------------- | ---------------------- | ------- | ------ | ------ | ------ | ------ |
| Спортивна ходьба 5000 метрів (стадіон) | Наталія Шаріпова РРФСР | 23.07,4 |        |        |        |        |